# スペインオオヤマネコ
スペインオオヤマネコ（学名：Lynx pardinus）は、哺乳綱食肉目ネコ科オオヤマネコ属に分類される食肉類。別名イベリアオオヤマネコ。

## 分布
スペイン南西部。ポルトガルに再導入。

## 形態
体長85 - 110センチメートル。尾長12 - 13センチメートル。肩高50 - 70センチメートル。体重オス12.9キログラム、メス9.4キログラム。耳介の先端には黒く長い房状の体毛が伸長する。胴体や尾、四肢には黒く明瞭な斑紋が点在するが、変異がある。
夏季は毛衣が赤褐色、冬季は毛衣が灰色がかる。

## 分類
オオヤマネコの亜種とする説もある。

## 生態
標高1,600メートル以下（主に標高400 - 900メートル）にある、硬葉樹からなる低木林に生息する。以前はコルクガシからなる森林や松林・藪地・沼沢地に生息していた。夜行性。木に登ることもあるが、あまり高所まで登らない。オスは平均18平方キロメートル、メスは10平方キロメートルの行動圏内で生活する。樹洞や茂み・ヨーロッパアナグマやヨーロッパコウノトリの古巣などを、巣として利用する。
主にアナウサギを食べる（80 - 99 %）。アナウサギがいなければ、齧歯類やシカなどの幼獣・カモなども食べる。視覚を頼りに発見した獲物（例としてノロは550メートル、アナウサギは270メートル、ネズミは70メートルの距離からでも発見できる）に3 - 4メートルの距離まで接近し、その後に喉に噛みついて捕える。
繁殖様式は胎生。1 - 7月（主に1 - 2月）に交尾を行う。妊娠期間は65 - 72日。主に3 - 4月に、1回に1 - 4頭（主に2 - 3頭）の幼獣を産む。幼獣は生後7 - 10か月で独立する。寿命は13年。

## 人間との関係
アルカンタラ湖のダム建設などによる生息地の破壊、農地開発やユーカリや松の植林などによる獲物であるアナウサギの減少などにより生息数は減少している。獲物であるアナウサギの感染症の伝搬や、本種自身もネコからの感染症の伝搬による影響が懸念されている。スペインでは1973年、ポルトガルでは1974年から法的に保護の対象とされているが、密猟されることもある。以前はイベリア半島広域に分布していた。国家レベルで分断した分布域の間に、通路をつくる試みが進められている。1977年にネコ科単位でワシントン条約附属書IIに掲載され、1990年にはワシントン条約附属書Iに掲載されている。1978年における生息数は1,000 - 1,500頭、1996年における生息数は1,200頭未満と推定されている。2002 - 2012年の生息数は増加傾向にあるが、再導入によるところが大きい。2002年には、イベリア半島の地中海沿岸に生息する個体数は100匹以下だったが、その後、10倍に増え、2022年現在は少なくとも1100匹がスペインとポルトガルに生息している

## 画像

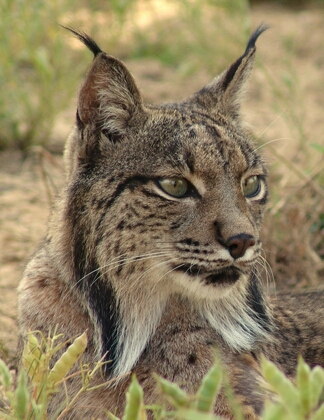
頭部